# Dawsonicyon
Dawsonicyon es un género extinto de carnivoramorfo basal que vivió durante el período Eoceno medio (Bridgeriano) en lo que ahora es Norteamérica.
Sus restos fósiles se han encontrado en el yacimiento ‘Bridger B’, del Black’s Fork member en la Formación Bridger en Wyoming (USA) e incluyen un esqueleto casi completo (holotipo DMNH 19585). Fue nombrado oficialmente por Michelle Spaulding, John J. Flynn y Richard K. Stucky en 2010; el nombre genérico honra a la paleontóloga Mary Dawson y el nombre específico honra a Isam L. Spaulding Jr., abuelo paterno de Michelle.
Se trata de un pequeño (1,5 kilogramos) carnívoro arborícola.
Un análisis cladístico indica que los géneros más próximos filogenéticamente son Quercygale y Tapocyon, taxones del Eoceno superior.